# Козюпа, Анна Ивановна
Анна Ивановна Козюпа (бел. Ганна Іванаўна Казюпа; род. 7 марта 1995,  Брест) — белорусская футболистка, защитница российского клуба «Локомотив» и сборной Беларуси.

## Биография
В 2009 году Анна начала заниматься футболом в клубе «Виктория-86» из Бреста. Вначале была нападающей, затем переквалифицировалась в защитницу. Некоторое время выступала в Польше за варшавский клуб «Прага». Выступала в клубе «Минск» в 2015—2017 годы, трижды стала чемпионкой страны, один раз выиграла Кубок Беларуси и дважды Суперкубок Беларуси; с клубом дебютировала в Лиге чемпионов УЕФА. Позже выступала за РГУОР, в «Минск» вернулась зимой 2019 года. Также играла за хорватский «Сплит» и венгерский «Дьёр».
В августе 2023 года перешла в московский «Локомотив», первый матч провела 11 августа 2023 года против «Зенита», первый гол забила 20 августа в ворота команды «Крылья Советов».
В составе сборной Беларуси с 2014 года, провела шесть матчей в рамках отбора на чемпионат мира 2019 года. Со сборной Беларуси стала обладательницей Кубка Балатона 2018 года (Balaton Cup 2018).
Отец — мастер спорта Беларуси по хоккею на траве.